# Engadin

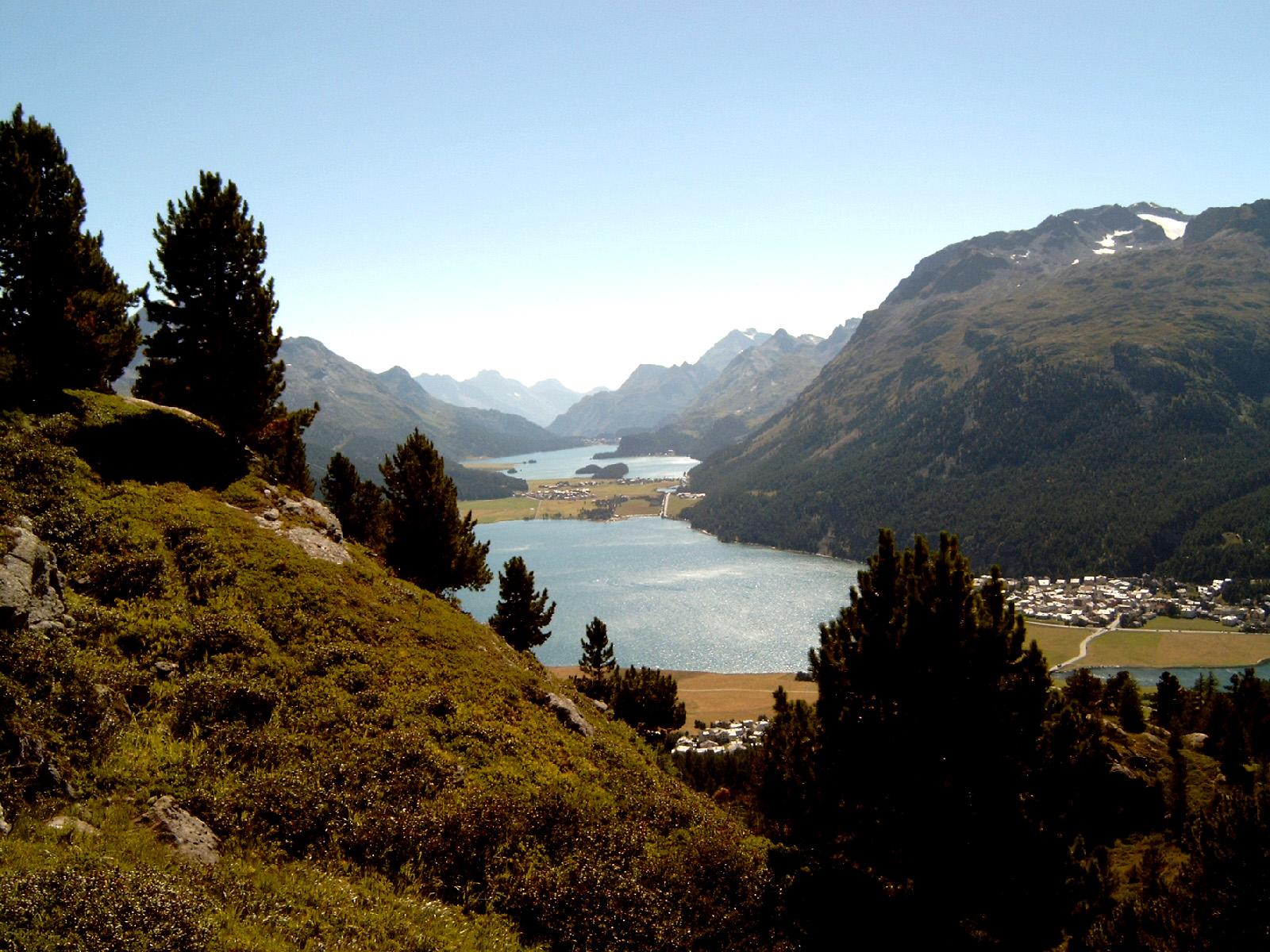
Sjöarna Lej da Segl och Lej da Silvaplauna i övre Engadin

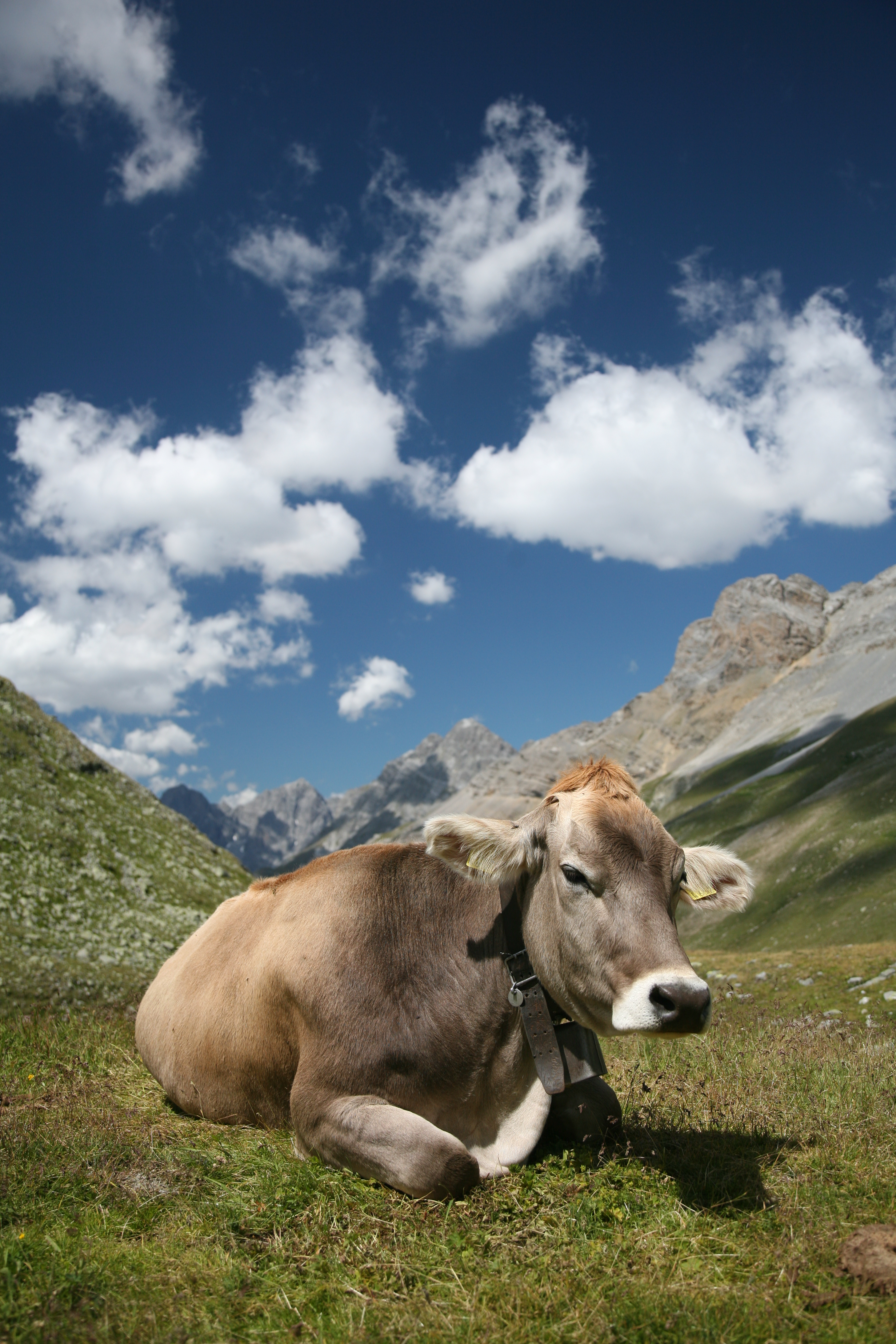
En ko nedanför Fuorcla Sesvenna i Engadin

Engadin (rätoromanska: Engiadina, italienska: Engadina, efter det rätoromanska ordet för floden Inn: En) är en lång dalgång i kantonen Graubünden i östra Schweiz. Dalen sammanfaller med floden Inns lopp från Malojapasset nordost till gränsen mot Österrike. Dalen omges av höga alper på alla sidor och är känd för sitt soliga klimat, vackra landskapsbild och goda förutsättningar för utomhusaktiviteter.

## Geografi

### Övre Engadin
Övre Engadin (Engiadin'Ota) kännetecknas av ett stort antal insjöar. Regionen ligger mellan 1 600 och 1 800 meter över havet. Bergssluttningarna på bägge sidor av dalen är först täckt med barrskog, längre upp med gräs och vid topparna kal.

### Nedre Engadin
Nedre Engadin (Engiadina Bassa) ligger mellan 1 000 och 1 600 meter över havet. Här är dalgången smalare och floden flyttar snabbare över klippor och mellan trånga bergväggar.